# ČSAD Střední Čechy

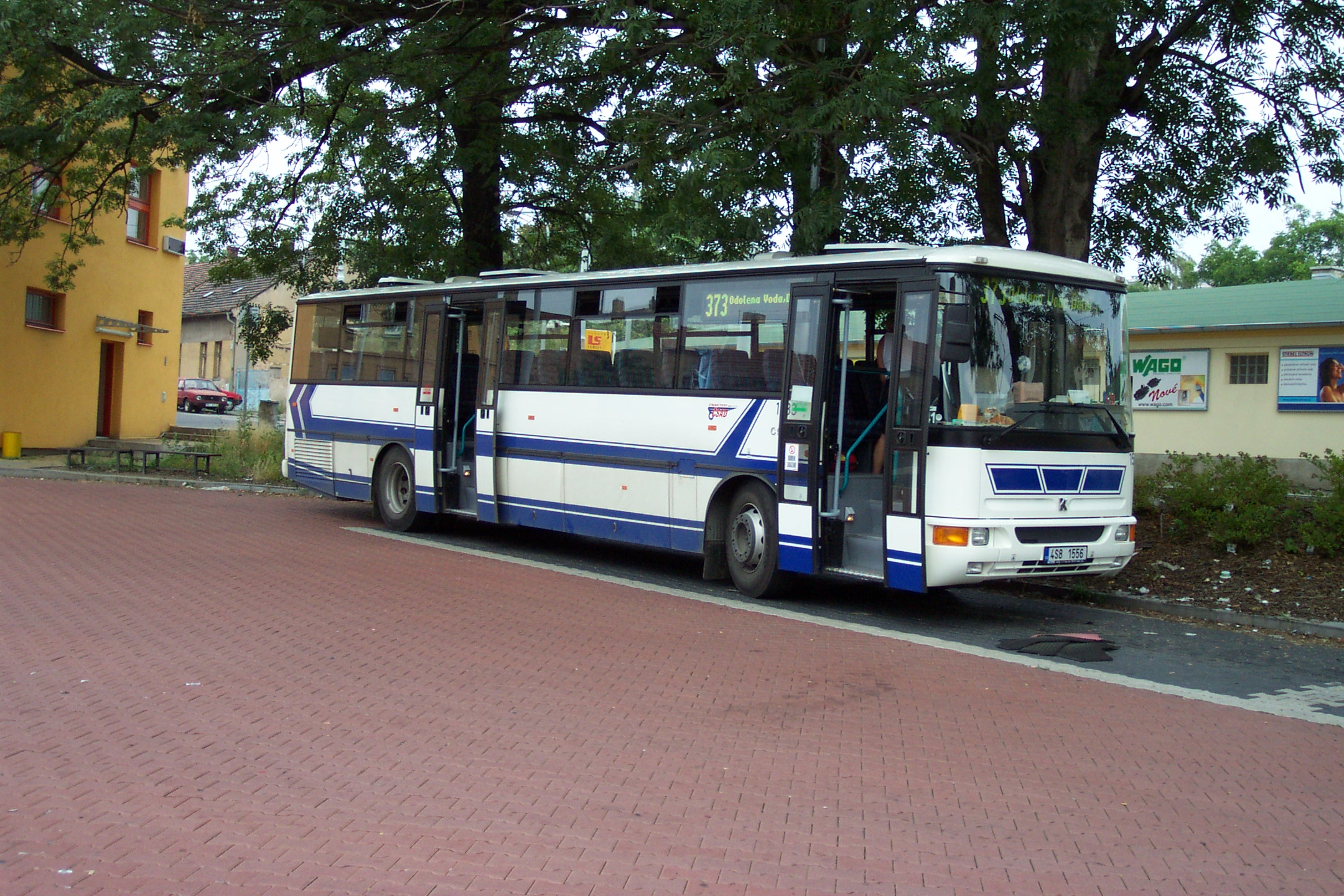
Karosa C 954 E firmy ČSAD Střední Čechy

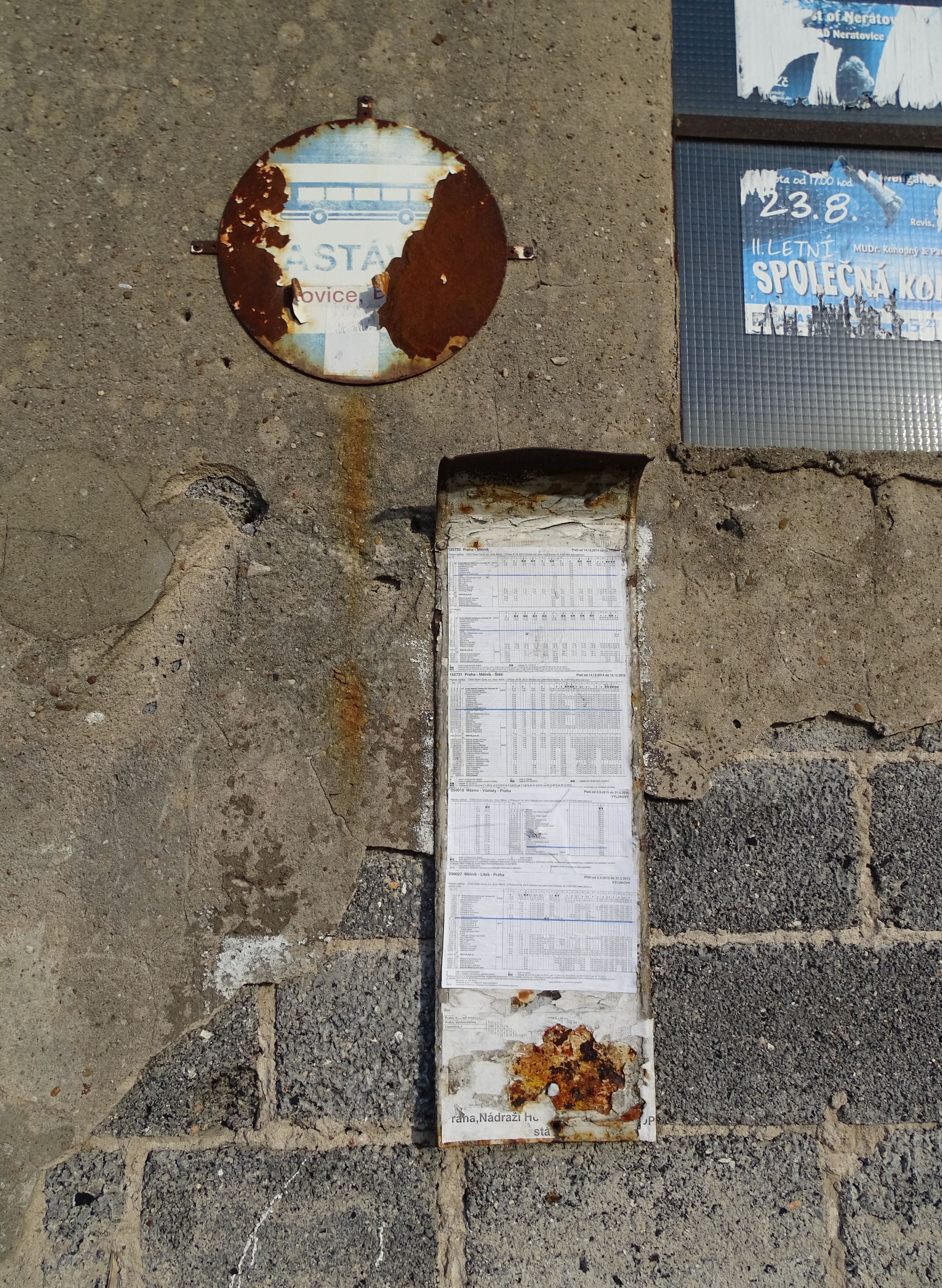
Označník zastávky ČSAD Střední Čechy v Byškovicích, 2015

ČSAD Střední Čechy , a.s. je dopravní společnost působící v autobusové dopravě, se sídlem v Brandýse nad Labem-Staré Boleslavi, která je dominantním regionálním autobusovým dopravcem v oblasti severovýchodně od Prahy, od roku 2019 zajišťuje také několik autobusových linek v rámci pražské MHD. Ve veřejné dopravě se objevila v roce 2007, kdy převzala dopravní výkony společnosti ČSAD Střední Čechy,spol. s r.o., která s ní fúzovala. Jediným společníkem původní společnosti byl Ing. Miloslav Studenovský (zpočátku přímo, později prostřednictvím ČSAD Mělník a.s., jejímž byl a je jediným akcionářem), v únoru 2015 byl uváděn jako majitel nynější ČSAD Střední Čechy , a.s. Jako ředitel byl v únoru 2015 zmíněn RNDr. Štěpán Ševčík.

## Historie
Firma ČSAD Střední Čechy,spol. s r.o. vznikla 17. července 1991 pod názvem BREST spol.s r.o. Sídlo měla v Brandýse nad Labem-Staré Boleslavi v ulici U přístavu a další provozovnu měla v Praze na Klíčově. V oblasti na severovýchod od Prahy převzala dopravní výkony, které v předchozích letech zajišťoval JUDr. Jan Hofmann Č. S. A. D. Klíčov, privatizátor někdejšího závodu Klíčov státního podniku ČSAD. Jediným společníkem byl již od dubna 1997 Ing. Miloslav Studenovský. Jednateli společnosti byli až do jejího zániku Miloslav Studenovský a Jan Čermák.[zdroj?]
Od března 2000 společnost byla vlastněna podnikem ČSAD Mělník, a.s. (jejímž jediným akcionářem byl a je Ing. Miloslav Studenovský), v březnu 2001 bylo základní jmění navýšeno ze 100 tisíc Kč na 28 milionů Kč. V rámci tohoto holdingu byla autobusová doprava dosavadní společnosti ČSAD - AB , s r.o. převedena na ČSAD Střední Čechy,spol. s r.o. Na ČSAD - AB , s r.o. byla pak v prosinci 2003 uvalena exekuce a od listopadu 2005 je v konkursu.[zdroj?]
Na jaře 2005 byla proti ČSAD Střední Čechy,spol. s r.o. vedena exekuce. V červnu 2007 tuto společnost koupila ČSAD SČSB, a.s. (pozdější ČSAD Střední Čechy , a.s.) a z obchodního rejstříku byla původní s. r. o. vymazána 30. srpna 2007, protože zanikla fúzí se svým vlastníkem. Od 1. října 2007 byly jízdní řády provozovaných autobusových linek linek převedeny na a. s.[zdroj?]
Společnost ČSAD SČSB, a.s. vznikla 30. října 2006, dne 29. srpna 2007 po fúzi s výše zmíněnou s. r. o. změnila název na ČSAD Střední Čechy , a.s. Představenstvo tvoří Miloslav Studenovský, Jan Čermák a Štěpán Ševčík.[zdroj?]
V prosinci 2007 valná hromada na návrh představenstva jednomyslně schválila, že 60 ks nových akcií po 50 000 Kč v rámci navýšení základního kapitálu mělo být upsáno Ing. Miloslavu Studenovskému na základě splnění podmínky, že se ostatní akcionáři vzdali přednostního práva k úpisu nových akcií. V únoru 2015 byl na webu Ing. Miloslav Studenovský zmiňován jako majitel firmy.

## Autobusová doprava
V roce 2009[zdroj?] dopravce provozoval

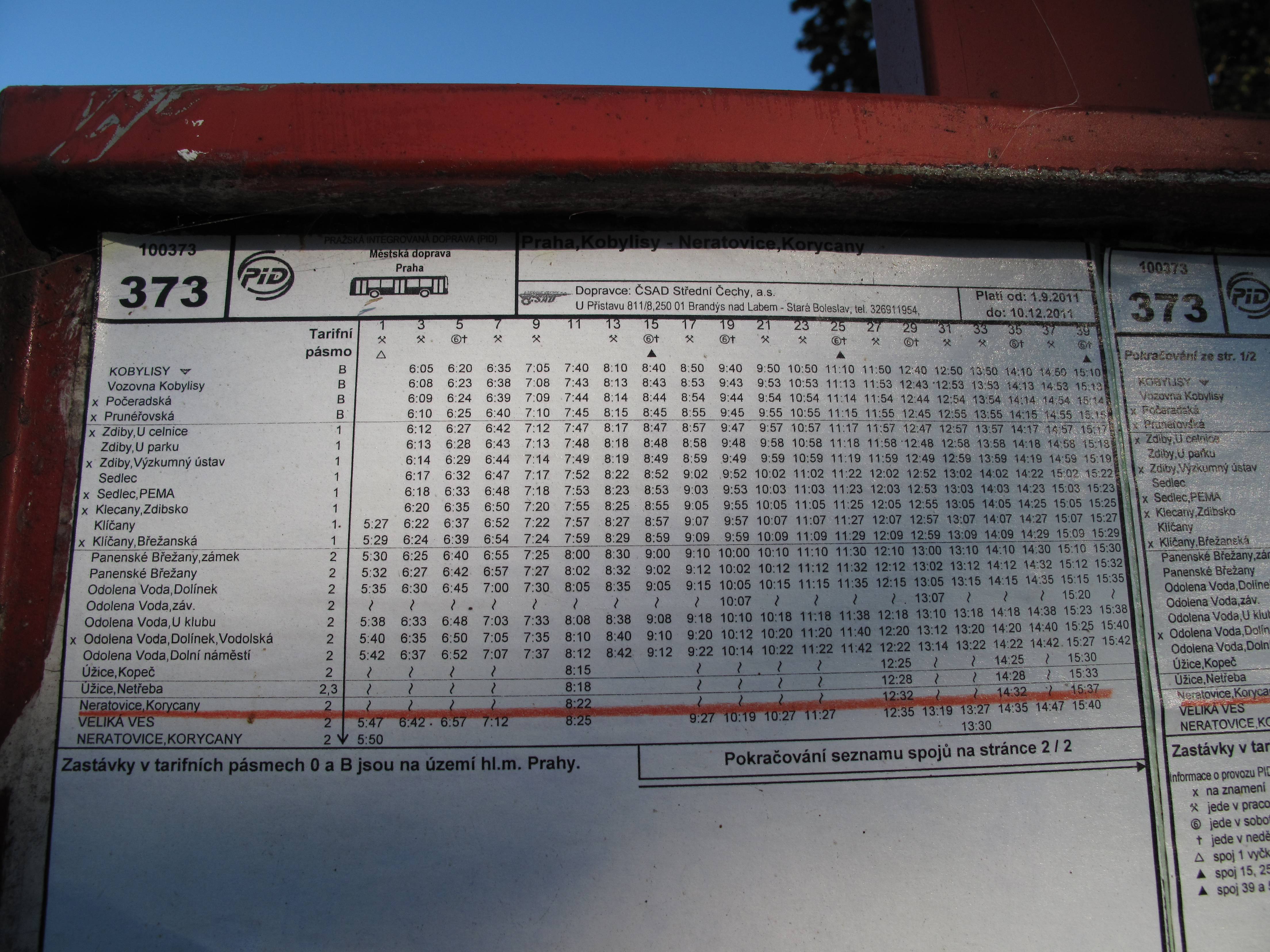
Jízdní řád linky 373 v Korycanech

- 30 autobusových linek Pražské integrované dopravy,
- 2 linky MHD v Mělníku
- 2 linky MHD v Kralupech nad Vltavou
- 33 regionálních linek v severovýchodním okolí Prahy, zejména na Mělnicku
- 9 dálkových linek z Prahy do oblasti Krkonoš

Oblasti obsluhované ČSAD Střední Čechy nebyly nikdy zahrnuty do systému Středočeské integrované dopravy. Podle harmonogramu schváleného krajem v roce 2005 měla být integrace Mělnicka do SID zahájena roku 2008 a dokončena v roce 2013, avšak nikdy k ní nedošlo. Začlenění Mělnicka a Neratovicka do PID bylo ROPIDem a hejtmanem Středočeského kraje prezentováno jako pilotní projekt společného dopravního systému Prahy a Středočeského kraje, třebaže šlo o prosté standardní začlenění do PID bez vztahu k SID.
- cca na podzim 1999 ČSAD Střední Čechy přebrala linky v oblasti, kterou dosud obsluhoval JUDr. Jan Hofmann Č. S. A. D.
- 1. ledna 2000 se firma ČSAD Střední Čechy zapojila prvními svými linkami do systému Pražské integrované dopravy (PID)
- Kolem roku 2000, kdy se vlastníkem ČSAD Střední Čechy stala ČSAD Mělník byla v rámci tohoto holdingu autobusová doprava dosavadní společnosti ČSAD-AB Mělník převedena na ČSAD Střední Čechy
- 1. listopadu 2006 převzala městskou autobusovou dopravu na Mělníce
- 1. října 2007 byly jízdní řády autobusových linek s. r. o. linek převedeny na a. s.

Podle výroční zprávy organizace ROPID za rok 2011 se společnost podílela 5,14 % na dopravních výkonech v rámci autobusové dopravy PID.
K 7. dubnu 2015 byla do PID začleněna doprava v oblasti Neratovicka a Mělnicka. Byly zrušeny linky 125732 Praha - Mělník a 155731 Praha - Mělník - Štětí a pozastaven provoz na linkách 250027 Mělník – Praha a 250035 Mělník – Liběchov – Štětí a tyto linky byly nahrazeny linkami PID č. 349 a 369. Linka 250026 Kostelec nad Labem – Křenek byla nahrazena linkou PID 476. Dosavadní dvě linky MHD Mělník (255001 a 255002) byly nahrazeny linkami PID č. 474 a 475.
K 1. lednu 2016 byly linky MHD Kralupy nad Vltavou č. 1 a 2 (257 101 MHD Kralupy nad Vltavou linka 1: Zeměchy - Tesco, 257 102 MHD Kralupy nad Vltavou linka 2: Žel.st. - Nelahozeves - Žel.st.) nahrazeny linkami PID č. 457 a 458.[zdroj?]
K 2. červnu 2016 byly zrušeny neintegrované linky 250 028 Mělník - Lužec nad Vltavou - Kralupy nad Vltavou, 250 029 Mělník - Jeviněves - Kralupy nad Vltavou a 250 030 Mělník - Spomyšl - Kralupy nad Vltavou a nahrazeny linkami PID č. 454 a 455.[zdroj?]
K 3. lednu 2017 byly zrušeny neintegrované linky 155 730 (Praha -) Roudnice nad Labem - Štětí, 250 031 Mělník - Cítov - Roudnice nad Labem, 250 033 Mělník - Horní Počaply - Roudnice nad Labem a 250 034 Mělník - Horní Počaply - Štětí a nahrazeny linkami PID č. 467, 468 a 475 a linkami DÚK č. 646, 683, 635 a 672.[zdroj?]
K 1. dubnu 2016 dopravce zrušil všechny své dálkové linky.
V roce 2021 dopravce provozoval tyto linky mimo PID:
250026 Všetaty - Kropáčova Vrutice, Kojovice - Hostín
281121 Brandýs n.L.-St.Boleslav - Benátky nad Jizerou - Mečeříž

## Vozový park
Společnost vypsala výběrové řízení na dvanáctimetrové autobusy na zemní plyn. Na prvním místě se umístil výrobce Iveco s modelem Iveco Urbanway 12M CNG na druhém místě se umístil výrobce SOR Libchavy s modelem SOR CNG 12 a na třetím výrobce Solaris Bus & Coach s modelem Solaris Urbino 12 LE CNG.
K datu 17. 7. 2021 provozoval dopravce následující autobusy:[zdroj?]
12× Irisbus Crossway 12.8M
5× Irisbus Crossway LE 12.8M
21× Irisbus Crossway LE 12M
9x Iveco Urbanway 12M
10× Iveco Urbanway 12M CNG
2× Iveco Crossway LE CITY 10.8M
9× Iveco Crossway LE LINE 12M
4× Iveco Crossway LINE 12M
4× Iveco Crossway LE LINE 13M
5× Iveco Crossway LE LINE 14.5M
71x Iveco Crossway LE LINE 12M NP
1× Mercedes-Benz Citaro O 530 I
3× Solaris Urbino 12 III
13× Solaris Urbino 18 III
10x Solaris Urbino 18 IV
8× SOR BN 9.5
12× SOR CN 9.5
Celkem: 199 autobusů
Od listopadu 2019 do ledna 2020 měl také zapůjčeny vozy SOR NS 12 ev. č. 8095 s převodovkou Voith a Iveco Urbanway 12M CNG ev. č. 8096, které vypravoval na linku 171.